# Pelecanoides urinatrix urinatrix
Pelecanoides urinatrix urinatrix es una subespecie de ave procelariforme de la familia Pelecanoididae. Anida en el sur de Australia, Tasmania y Nueva Zelanda
- Datos: Q6070913